# Titta Madicken, det snöar!
Titta Madicken, det snöar! är en bok från 1983 av Astrid Lindgren.

## Handling
Det snöar på Junibacken, och Madicken och Lisabet leker i snön. Dagen därpå är Madicken sjuk, och Lisabet och Alva går ut och julhandlar. Plötsligt försvinner Lisabet in i skogen på en släde.

## Övrigt
Den engelska översättningen av boken; The Runaway Sleigh Ride, är enligt American Library Associations webbsida en av de barnböcker som mest har kritiserats och ifrågasatts. 

### Fotnoter
1. ↑  ”Jul i Astrid Lindgrens barnböcker”. Jyväskylä universitet. 4 april 2011. sid. 12. https://jyx.jyu.fi/dspace/bitstream/handle/123456789/37385/Kandidatavhandling_Essi%20H%E4rm%E4.pdf?sequence=1. Läst 5 oktober 2014.
2. ↑  ”Titta Madicken, det snöar!” (på engelska). Worldcat. 10 mars 1983. http://www.worldcat.org/title/titta-madicken-det-snoar/oclc/11879692?referer=di&ht=edition. Läst 5 oktober  2014.
3. ↑  ”Madicken”. Astrid Lindgren. 10 mars 1983. http://www.astridlindgren.se/verken/bocker/character/madicken. Läst 5 oktober 2014.
4. ↑  http://www.ala.org/advocacy/bbooks/frequentlychallengedbooks/childrensbooks